# Bistum Timmins
Das Bistum Timmins (lateinisch Dioecesis Timminsensis, englisch Diocese of Timmins, französisch Diocèse de Timmins) ist eine in Kanada gelegene römisch-katholische Diözese mit Sitz in Timmins.

## Geschichte
Das Bistum Timmins wurde am 21. September 1908 durch Papst Pius X. aus Gebietsabtretungen des Bistums Pembroke als Apostolisches Vikariat Temiskaming errichtet. Am 31. Dezember 1915 wurde das Apostolische Vikariat Temiskaming durch Papst Benedikt XV. zum Bistum erhoben und in Bistum Haileybury umbenannt. Es wurde dem Erzbistum Ottawa als Suffraganbistum unterstellt. Das Bistum Haileybury gab am 18. April 1919 Teile seines Territoriums zur Gründung der Apostolischen Präfektur Nord-Ontario ab. Weitere Gebietsabtretungen erfolgten am 3. Dezember 1938 zur Gründung des Bistums Amos und zur Gründung des Apostolischen Vikariates James Bay.
Am 10. Dezember 1938 wurde das Bistum Haileybury in Bistum Timmins umbenannt. Das Bistum Timmins gab am 29. November 1973 Teile seines Territoriums zur Gründung des Bistums Rouyn-Noranda ab.

## Ordinarien

### Apostolische Vikare von Temiskaming
- 1908–1915 Élie Anicet Latulipe

### Bischöfe von Haileybury
- 1915–1922 Élie Anicet Latulipe
- 1923–1938 Louis Rhéaume OMI

### Bischöfe von Timmins
- 1938–1955 Louis Rhéaume OMI
- 1955–1971 Maxime Tessier
- 1971–1990 Jacques Landriault
- 1992–1997 Gilles Cazabon OMI, dann Bischof von Saint-Jérôme
- 1999–2011 Paul Marchand SMM
- 2012–0000 Serge Poitras